# Isabel de Valois, duquesa de Borbón
Isabel de Valois nació en París en 1313 y murió en el mismo lugar el 26 de julio de 1383, siendo la hija del Carlos de Francia, conde de Valois, hijo del rey Felipe III, y de su tercera esposa, Mahaut de Châtillon-Saint Pol.
En 1337 contrajo matrimonio con Pedro de Borbón, futuro duque de dicha región; del matrimonio nacieron siete hijos:
- Luis de Borbón (1337-1410), duque de Borbón y conde de Clermont; conde de Forez con Ana de Auvernia
- Juana de Borbón (1338-1378), reina de Francia con Carlos V
- Blanca de Borbón (1339-1361), reina de Castilla con Pedro el Cruel
- Bona de Borbón  (1341-1402), condesa de Saboya con Amadeo VI
- Catalina de Borbón (1342-1427), condesa de Harcourt con Juan VI
- Margarita de Borbón (1344-1416), condesa de Dreux con Arnaldo de Albret
- Isabel de Borbón (1345)
- María de Borbón (1347-1401), prioresa de Poissy

- Datos: Q2363495
- Multimedia: Isabella of Valois (1313-1388) / Q2363495